# 诺曼·伯德韦尔
诺曼·雷·伯德韦尔（英語：Norman Ray Bridwell，1928年2月15日—2014年12月12日），是一名美国作家、卡通家，他的作品以儿童读物《超级红卜卜》闻名。

## 早期生涯
1928年 ，诺曼·雷·伯德韦尔出生于印第安那州科克摩市。1945年，他毕业于科克摩高中，之后进入印第安纳波利斯的约翰·赫伦艺术学院，后转入纽约市的库伯联盟学院。

## 事业
诺曼·伯德韦尔开始绘画，并以儿童读物插画师开始寻求工作，但是他被近十五所出版商拒绝。当他在哈珀与罗出版公司寻找机会时，一名编辑随口建议他将绘画作品写入故事。他听从了这个建议，并将小女儿和房子一样大的血猎犬克利福德的故事，写成《超级红卜卜》。该书随后带动了四十多部克利福德系列畅销书、两部电视剧、各类产品、以及音乐片。
伯德韦尔的其他畅销书有《隔壁的女巫》、《微小的家》，他的著作也有近1.26亿本，并翻译至13种语言。

## 个人生活
1962年，伯德韦尔娶诺玛·霍华德为妻，并有一女艾米丽·伊丽莎白和一子蒂莫西。
他们家族在1969年迁居至马沙文雅岛。2014年12月12日，伯德韦尔因心脏衰竭去世，享年86岁。